# Imagery Rescripting & Reprocessing Therapy
IRRT (Imagery Rescripting & Reprocessing Therapy) ist eine Therapiemethode, die primär bei posttraumatischen Belastungsstörungen und anderen Traumafolgestörungen eingesetzt wird. Bei der Therapie erfolgen visuelle und verbale Interventionen, um eine Verbindung zu den traumabezogenen Sinneseindrücken zu gewinnen. Patienten sollen diese Sinneseindrücke dabei in einer sicheren Umgebung konfrontieren, transformieren und bewältigen können.

## Rahmenbedingungen der IRRT
Der behandelnde Therapeut nimmt während der Behandlung eine sokratische Haltung ein, indem er fragend und paraphrasierend mit dem Patienten ein Gespräch führt. Im Wesentlichen gibt der Therapeut nur den formellen Rahmen vor, sodass der Patient den Inhalt der Therapie selbst nach seiner Imagination gestalten kann. Es wird mit der Annahme gearbeitet, dass der Patient der Wissende ist und der Therapeut lediglich dabei hilft, dieses Wissen schrittweise aufzudecken. Während dieses Prozesses wird die Persönlichkeit des Patienten in zwei Ichs unterteilt: Das Kind/Damaliges-Ich und das Erwachsenen/Aktuelles-Ich. Bei einigen traumatischen Erscheinungen erhält der Ursprung des Traumas, die Rolle des „Täters“. Bei den Behandlungsphasen begeben sich Patienten auf zwei „Bühnen“, zunächst in die innere Bühne „in sensu“ und dann auf die äußere Bühne „in vivo“.

### Kind/Damaliges-Ich
Das ist das Ich des Patienten, welches das Trauma erlebt und noch nicht erfolgreich verarbeitet hat. Es leidet immer noch unter dem Machteinfluss des Täters. Es fühlt sich häufig isoliert, schutzbedürftig und einsam. Zudem befindet es sich in dysfunktionalen Schemata, die Selbsthass, Scham und ein Ohnmachtsgefühl auslösen.

### Erwachsenen/Aktuelles-Ich
Dieses Ich bildet meistens das stärkere und reifere Ich mit höherem Realitätsbezug. Mit diesem Ich interagiert der Therapeut und ermöglicht den Patienten somit einen offenen Zugang zum Kind/Damaligen-Ich. Das Ziel dieses Ichs ist es das traumatisierte Ich vor dem Trauma zu beschützen. Jedoch kann dieses Ich zu Beginn des Behandlungsprozesses ebenfalls Ohnmachtsgefühle empfinden und dieser Beschützerrolle dementsprechend nicht nachgehen.

## Behandlungsphasen der IRRT
Eine IRRT-Behandlung wird in drei Phasen unterteilt. Die einzelnen Phasen können je nach Bedarf und Schwere unterschiedlich miteinander kombiniert oder wiederholt werden.

### Phase 1 Reprocessing
In der ersten Phase (Wiederaufbereitung) werden die belastenden Bilder, Sinneseindrücke und assoziierte Emotionen von den Patienten gedanklich in sensu wiedererlebt und anschließend detailliert verbalisiert. Während dieses Prozesses müssen Therapeuten mit hoher Präzision auf die Anspannung ihrer Patienten achten, um emotional belastbare Momente korrekt zu identifizieren. In der äußeren Bühne suchen Patienten entweder den Ort des Traumas auf oder beschäftigen sich mit traumabezogenen Fotos und Gegenständen.

### Phase 2 Rescripting
In der zweiten Phase (Umschreibung) liegt der Schwerpunkt darauf, die Quelle des Traumas innerlich zu konfrontieren und zu entmachten. Der Patient wird dabei in ein Kind/Damaliges-Ich und ein Erwachsenen/Aktuelles-Ich, welches den aktuellen Zustand des Patienten widerspiegelt, unterteilt. Ziel ist es, dass das Erwachsenen/Aktuelles-Ich während der traumatischen Situation eingreift und das Geschehen selbst kontrolliert. Dieser Prozess kann durch das Betreten der äußeren Bühne erweitert werden, um dort neue Bewältigungsstrategien anzuwenden.
Therapierende behalten eine sokratische Haltung und unterlassen suggestive Handlungsvorschläge. Zudem ist auch ein direkter Eingriff seitens des Therapeuten unzulässig.

### Phase 3 Selbstberuhigung
In der dritten Phase sollen sich Kind/Damaliges-Ich und Erwachsenen/Aktuelles-Ich miteinander versöhnen. Es erfolgt eine Transformation von der Wahrnehmung der traumabezogenen Sinneseindrücke. In der in vivo Auseinandersetzung werden die erlernten Achtsamkeitsübungen angewandt.
Während dieser Phase redet der Therapeut mit dem Erwachsenen/Aktuellen-Ich und nicht mit dem Kind/Damaliges-Ich.

### Nachbesprechung
In der IRRT-Nachbesprechung wird überprüft, wie der Patient die Imagination erlebt hat. Patienten werden gefragt, wie die Behandlung für sie war, wie sie sich aktuell fühlen und welche Erkenntnisse sie daraus gezogen haben. Zum Schluss werden die gewonnenen Erkenntnisse und Eindrücke noch einmal wiederholt, um das Wesentliche zu verfestigen.

## Geschichte der IRRT-Behandlung
Die IRRT-Behandlung wurde als Erweiterung von Becks kognitiven Behandlungsmodell (1985) für Angststörungen vom Psychologen Mervyn Schmucker entwickelt. Schmucker spezialisiert sich auf die Behandlungen von Traumafolgen. Er selbst nahm auch an gestalttherapeutischen Selbsterfahrungskursen teil, um den frühen Tod seines Vaters zu verarbeiten. Zunächst bezogen sich die Behandlungsmethoden von IRRT primär auf Opfer von frühkindlicher Gewalt und deren Auswirkungen auf das Erwachsenenalter.

## Wirksamkeitsstudien

### Behandlung von PTBS bei Soldaten
In einer im Jahr 2016 veröffentlichten Studie konnte bewiesen werden, dass IRRT bei der Bewältigung von einsatzbezogener posttraumatischen Belastungsstörungen von deutschen Soldaten unterstützend wirkte. Die Stichprobe bestand aus 24 männlichen Soldaten, die ein schweres kriegsbezogenes Trauma erlitten haben. 18 der 24 Studienteilnehmer berichteten von einer signifikanten Verbesserung ihres emotionalen Zustands und ihrer Fähigkeit, ihr Trauma erfolgreich zu bewältigen. Zudem konnte deren Grad an Schuldgefühlen ebenfalls bedeutend vermindert werden. Während der Studie hielten sich die Teilnehmer sechs Wochen im Bundeswehrkrankenhaus Berlin auf und erhielten täglich 50-100 Minuten lange Therapiesessions mit individuell abgestimmten Behandlungsphasen.

### Behandlungserfolge bei Personen mit Suizidversuchen
In dieser Studie im Jahr 2013 wurden zwei Forschungsgruppen bestehend aus 13 Teilnehmern untersucht, deren Depression und Suizidalität über den Beck-Depressions-Inventar bestimmt wurde. Die Stichprobe bestand überwiegend aus Frauen Anfang 20, die unter schweren Depressionen leiden. Pro Woche erhielten die Teilnehmer eine 90 Minuten lange IRRT-Session, in der sie ausführlich über ihre Erfahrungen sprachen und mit traumatischen Bildern konfrontiert wurden. Ziel war es, durch kognitive Intervention ein neues gestärktes Selbstbild zu erschaffen. Insgesamt sank die Suizidalität der Teilnehmer. Jedoch müssen noch weitere Studien in diesem Bereich durchgeführt werden, um zuverlässigere Rückschlüsse tätigen zu können. Der Ansatz wurde in einer kontrollierten Studie mittlerweile auch für die Durchführung in Selbsthilfe erfolgreich erprobt.